# Kopanina (województwo lubelskie)
Kopanina – osada leśna w Polsce położona w województwie lubelskim, w powiecie lubartowskim, w gminie Lubartów.
Zabudowa osady składa się z 5 budynków położonych przy drodze odchodzącej od drogi krajowej nr 19. Do osady prowadzi droga z Wandzina, wykorzystywana jako objazd, gdy na DK19 dojdzie do wypadku. We wsi znajduje się parking leśny z wiatami, placem zabaw i miejscem na ognisko.
W latach 1975–1998 miejscowość należała administracyjnie do województwa lubelskiego.
Wierni Kościoła rzymskokatolickiego należą do parafii św. Ignacego Loyoli i św. Piotra i Pawła w Niemcach.